# Episodi di Alfred Hitchcock presenta (serie televisiva 1955) (quinta stagione)
La quinta stagione della serie televisiva Alfred Hitchcock presenta è composta da 38 episodi, trasmessi per la prima volta negli Stati Uniti sulla CBS tra il 27 settembre 1959 e il 25 settembre 1960. Sempre negli Stati Uniti, la stagione si posizionò al 25º posto nei rating Nielsen di fine anno con il 24,1% di penetrazione e con una media superiore agli 11 milioni di spettatori.
| n° | Titolo originale                  | Titolo italiano          | Prima TV USA      | Prima TV Italia |
| -- | --------------------------------- | ------------------------ | ----------------- | --------------- |
| 1  | Arthur                            | Arthur                   | 27 settembre 1959 |                 |
| 2  | The Crystal Trench                | La bara di ghiaccio      | 4 ottobre 1959    |                 |
| 3  | Appointment at Eleven             | inedito                  | 11 ottobre 1959   | inedito         |
| 4  | Coyote Moon                       | La luna del coyote       | 18 ottobre 1959   |                 |
| 5  | No Pain                           | Senza soffrire           | 25 ottobre 1959   |                 |
| 6  | Anniversary Gift                  | Buon anniversario        | 1º novembre 1959  |                 |
| 7  | Dry Run                           | L'esame                  | 8 novembre 1959   |                 |
| 8  | The Blessington Method            | Il metodo Blessington    | 15 novembre 1959  |                 |
| 9  | Dead Weight                       | Tutto a posto            | 22 novembre 1959  |                 |
| 10 | Special Delivery                  | A proprie spese          | 29 novembre 1959  |                 |
| 11 | Road Hog                          | Divieto di sorpasso      | 6 dicembre 1959   |                 |
| 12 | Specialty of the House            | La specialità della casa | 13 dicembre 1959  |                 |
| 13 | An Occurrence at Owl Creek Bridge | Fiume amaro              | 20 dicembre 1959  |                 |
| 14 | Graduating Class                  | Anno nuovo, vita nuova   | 27 dicembre 1959  |                 |
| 15 | Man From the South                | L'uomo del Sud           | 3 gennaio 1960    |                 |
| 16 | The Ikon of Elijah                | L'icona di Elia          | 10 gennaio 1960   |                 |
| 17 | The Cure                          | La cura                  | 24 gennaio 1960   |                 |
| 18 | Backward, Turn Backward           | Regressione              | 31 gennaio 1960   |                 |
| 19 | Not the Running Type              | Un tipo tranquillo       | 7 febbraio 1960   |                 |
| 20 | The Day of the Bullet             | Il giorno del destino    | 14 febbraio 1960  |                 |
| 21 | Hitch Hike                        | Autostop                 | 21 febbraio 1960  |                 |
| 22 | Across the Threshold              | Oltre la soglia          | 28 febbraio 1960  |                 |
| 23 | Craig's Will                      | Il testamento            | 6 marzo 1960      |                 |
| 24 | Madame Mystery                    | Madame Mystery           | 27 marzo 1960     |                 |
| 25 | The Little Man Who Was There      | Gli angeli custodi       | 3 aprile 1960     |                 |
| 26 | Mother, May I Go Out to Swim?     | Il plagio                | 10 aprile 1960    |                 |
| 27 | The Cuckoo Clock                  | L'orologio a cucù        | 17 aprile 1960    |                 |
| 28 | Forty Detectives Later            | La volta buona           | 24 aprile 1960    |                 |
| 29 | The Hero                          | L'eroe                   | 1º maggio 1960    |                 |
| 30 | Insomnia                          | Insonnia                 | 8 maggio 1960     |                 |
| 31 | I Can Take Care of Myself         | Piccolo Dandy            | 15 maggio 1960    |                 |
| 32 | One Grave Too Many                | Un colpo di fortuna      | 22 maggio 1960    |                 |
| 33 | Party Line                        | Duplex                   | 29 maggio 1960    |                 |
| 34 | Cell 227                          | Cella 227                | 5 giugno 1960     |                 |
| 35 | The Schartz-Metterklume Method    | Il metodo Schartz        | 12 giugno 1960    |                 |
| 36 | Letter of Credit                  | Lettera di credito       | 19 giugno 1960    |                 |
| 37 | Escape to Sonoita                 | Fuga da Sonoita          | 26 giugno 1960    |                 |
| 38 | Hooked                            | Preso all'amo            | 25 settembre 1960 |                 |

## Arthur
- Titolo originale: Arthur
- Diretto da: Alfred Hitchcock
- Scritto da: James Allardice

### Trama
Arthur è un allevatore di polli nonché uno scapolo convinto. L'uomo vuole disfarsi della ricca fidanzata e decide di ucciderla. La polizia sospetta subito dell'uomo, ma non riesce a ritrovare il cadavere della donna, perché Arthur lo ha macinato nel suo mulino a martelli per trasformarlo in mangime per polli.
- Interpreti: Laurence Harvey (Arthur Williams), Hazel Court (Helen Brathwaite), Patrick Macnee (sergente John Theron).

## La bara di ghiaccio
- Titolo originale: The Crystal Trench
- Diretto da: Alfred Hitchcock
- Scritto da: James Allardice

### Trama
Stella Ballister riceve la terribile notizia che suo marito è prematuramente deceduto mentre praticava alpinismo. Appena sposati, Stella chiede il recupero del corpo del marito - ma il compito si rivela impossibile quando il cadavere cade accidentalmente in un crepaccio profondo, dove nessun occhio umano o mani lo può raggiungere. Quarant'anni dopo, ancora cercando di superare la notizia dell'incidente, Stella scopre che il ghiacciaio si è mosso. Noleggia quindi una squadra per provare a recuperare la salma del marito. La squadra riesce a trovare il corpo, ma su di lui c'è un medaglione con la foto di un'altra donna.
- Interpreti: Patricia Owens (Stella Ballister), James Donald (Mark Cavendish).

## Appointment at Eleven
- Diretto da: Robert Stevens
- Scritto da: Evan Hunter

### Trama
Il diciassettenne David Logan trascorre una notte in città parlando con varie persone simpatiche: una bionda in un bar, un marinaio e un frequentatore di un pub irlandese, tutti sconcertati dall'odio virulento di David per suo padre. Tuttavia, il padre di David è un serial killer e la sua esecuzione è quella notte alle 11:00.
- Interpreti: Clint Kimbrough (David Logan), Amy Douglass (signora Logan).

## La luna del coyote
- Titolo originale: Coyote Moon
- Diretto da: Herschel Daugherty
- Scritto da: Harold Swanton (sceneggiatura) e Kenneth Perkins (soggetto)

### Trama
Durante un viaggio attraverso il deserto per raggiungere la California, un professore accetta di accompagnare un'autostoppista, Julie. Tuttavia, Julie porta con sé suo padre, Pops, e suo "fratello", Harry, e tutti e tre derubano il professore. Il professore li induce con l'inganno ad abbandonare lui e la sua macchina, e li segue a una stazione di servizio dove chiama la polizia e li denuncia.
- Interpreti: Macdonald Carey (professore), Collin Wilcox (Julie).

## Senza soffrire
- Titolo originale: No Pain
- Diretto da: Norman Lloyd
- Scritto da: William Fay (sceneggiatura) e Talmage Powell (soggetto)

### Trama
Il milionario Dave Rainey è paralizzato dal collo in giù ed è costretto a vivere in un polmone d'acciaio per respirare. Accusa sua moglie Cindy di avere una relazione con il suo nuovo amico, Arnold, e che stanno progettando di ucciderlo; Cindy ammette che le accuse sono entrambe vere. Quella notte, Arnold annega Cindy nell'oceano, rivelandosi un killer a contratto assunto da Dave.
- Interpreti: Joanna Moore (Cindy Rainey), Brian Keith (Dave Rainey).

## Buon anniversario
- Titolo originale: Anniversary Gift
- Diretto da: Norman Lloyd
- Scritto da: Harold Swanton (sceneggiatura) e John Collier (soggetto)

### Trama
Hermie Jenkins compra un serpente corallo per la moglie amante degli animali Myra, nella speranza che la morda e la uccida. Il serpente, che in realtà è un innocuo serpente reale, morde invece Hermie che muore di infarto.
- Interpreti: Harry Morgan (Hermie Jenkins), Barbara Baxley (Myra Jenkins), Jackie Coogan (George Bay).

## L'esame
- Titolo originale: Dry Run
- Diretto da: John Brahm
- Scritto da: Bill S. Ballinger (sceneggiatura) e Norman Struber (soggetto)

### Trama
ll giovane gangster Art riceve l'ordine dal suo nuovo capo Barbarossa di uccidere un uomo di nome Moran. Art va a compiere l'omicidio, ma Moran suggerisce che Art uccida invece Barbarossa e prenda il controllo dell'organizzazione. Quando Art è d'accordo, Moran lo uccide; la controfferta era una prova messa a punto da Barbarossa.
- Interpreti: Robert Vaughn (Art), Walter Matthau (Moran), David White (Barbarossa).

## Il metodo Blessington
- Titolo originale: The Blessington Method
- Diretto da: Herschel Daugherty
- Scritto da: Stanley Ellin

### Trama
Nell'avanzato futuro del 1980, l'aspettativa di vita è notevolmente aumentata. J.J. Bunce lavora per la Società di Gerontologia, che in segreto fornisce il servizio di uccidere gli anziani sani. John Treadwell accetta di "trattare" la sua noiosa suocera, ma una volta fatto, Treadwell si rende conto che è solo questione di tempo prima che i suoi stessi figli lo facciano "trattare".
- Interpreti: Dick York (J.J. Bunce), Henry Jones (John Treadwell).

## Tutto a posto
- Titolo originale: Dead Weight
- Diretto da: Stuart Rosenberg
- Scritto da: Jerry Sohl (sceneggiatura) e Herb Golden (soggetto)

### Trama
Courtney Masterson e la sua amante segreta Peg vengono derubati da un delinquente. Non volendo andare alla polizia, Courtney uccide il delinquente in modo che non riveli la loro relazione. In seguito, Courtney viene a sapere che sua moglie lo ha fatto seguire da un investigatore privato che ha visto tutto.
- Interpreti: Joseph Cotten (Courtney Masterson), Julie Adams (Peg Valence).

## A proprie spese
- Titolo originale: Special Delivery
- Diretto da: Norman Lloyd
- Scritto da: Ray Bradbury

### Trama
Un ragazzino riceve un pacchetto speciale da un negozio di articoli da regalo. Il pacchetto contiene funghi. Bill e Cynthia Fortnam iniziano a preoccuparsi dei funghi quando le persone del vicinato sembrano sparire. Bill ipotizza un'invasione aliena da parte di spore spaziali che si trasformano in funghi e possiedono corpi umani dopo essere state mangiate. Ciò è confermato quando il figlio di Bill, Tom, si comporta in modo strano e chiede a Bill di mangiare alcuni dei suoi funghi.
- Interpreti: Stephen Dunne (Bill Fortnam), Beatrice Straight (Cynthia Fortnam).

## Divieto di sorpasso
- Titolo originale: Road Hog
- Diretto da: Stuart Rosenberg
- Scritto da: Bill S. Ballinger (sceneggiatura) e Harold R. Daniels (soggetto)

### Trama
Sam Pine e i suoi figli maggiori si precipitano a portare il figlio più giovane, Davey, in ospedale dopo essere stato incornato da un toro. Vengono deliberatamente bloccati sulla strada dal venditore Ed Fratus e Davey muore. Con l'aiuto dei suoi figli rimanenti, Sam affronta Fratus e apparentemente lo avvelena; Fratus si precipita in ospedale, e in preda al panico si schianta con la macchina e muore. Tuttavia, la bevanda era solo acqua, non veleno.
- Interpreti: Richard Chamberlain (Clay Pine), Raymond Massey (Sam Pine).

## Specialità della casa
- Titolo originale: Specialty of the House
- Diretto da: Robert Stevens
- Scritto da: Stanley Ellin

### Trama
Il signor Laffler invita il signor Costain a unirsi a lui per una cena in un club privato che egli descrive come un'esperienza molto speciale. Per la sua delusione, Laffler è informato che la specialità della casa, un piatto di agnello, non è servito. Essi continuano a visitare il club e una sera, il famoso piatto viene servito. Succede anche che un membro di lunga data si dimette. Quando Laffler sta per lasciare il Paese per un viaggio di lavoro, viene invitato in cucina da Spirro, il proprietario del club, per incontrare lo chef. Successivamente, Spirro dice agli altri membri che la specialità della casa sarà servita presto.
- Interpreti: Robert Morley (signor Laffler), Kenneth Haigh (signor Costain).

## Fiume amaro
- Titolo originale: An Occurrence at Owl Creek Bridge
- Diretto da: Robert Stevenson
- Scritto da: Ambrose Bierce, (Soggetto)

### Trama
Guerra di secessione americana, 1862. Il confederato Peyton Farquhar, rimasto vedovo di recente, decide di far saltare in aria un ponte che i nordisti intendono utilizzare per attraversare, ma viene catturato. Peyton viene impiccato, ma la corda si rompe e sembra scappare. Con l'aiuto dello schiavo Josh, Peyton attraversa di nascosto l'accampamento dei nordisti e torna a casa da sua moglie Melissa. Proprio prima che i due possano abbracciarsi, tuttavia, Peyton crolla con un forte dolore al collo. Peyton è effettivamente morto; non è mai sfuggito all'impiccagione. L'uomo condannato ha immaginato l'intera fuga.
- Interpreti: Ronald Howard (Peyton Farquhar), Juano Hernandez (Josh), James Coburn (sergente dell'Unione).

- Note: 166º episodio della serie
- Si tratta di una delle versioni su pellicola del racconto breve (1891) di Ambrose Bierce, in seguito ripreso dal cortometraggio francese La Rivière du hibou (1962), vincitore di una Palma d'oro e dell'Oscar (1964). Una delle due apparizioni di James Coburn nella serie.

## Anno nuovo, vita nuova
- Titolo originale: Graduating Class
- Diretto da: Herschel Daugherty
- Scritto da: Stirling Silliphant (sceneggiatura) e Edouard Sandoz (soggetto)

### Trama
Laura Siddons, insegnante in un college femminile, è affezionata alla sua studentessa più brillante, Gloria Barnes. Mentre è fuori con il suo vicino Ben Prowdy, Siddons vede Barnes con un uomo e presume che abbiano una relazione. Siddons in seguito scopre che Barnes è in realtà sposata segretamente con l'uomo e ha intenzione di dirlo ai suoi genitori al momento giusto, ma Prowdy ricatta i genitori di Barnes, facendo crollare sua madre. Prowdy viene arrestato e accusa Siddons di aver ideato il ricatto.
- Interpreti: Wendy Hiller (Laura Siddons), Robert H. Harris (Ben Prowdy), Gigi Perreau (Gloria Barnes).

## L'uomo del Sud
- Titolo originale: Man From the South
- Diretto da: Norman Lloyd
- Scritto da: Roald Dahl

### Trama
A Las Vegas, un giocatore e una donna vengono avvicinati da Carlos, che propone una scommessa sul fatto che l'accendino del giocatore possa accendersi dieci volte di seguito. Se il giocatore vincerà, otterrà la decappottabile di Carlos; se perderà, Carlos taglierà il mignolo del giocatore. L'accendino funziona sette volte di seguito quando la moglie di Carlos lo interrompe, rivelando che Carlos è senza un soldo. L'intera fortuna di Carlos appartiene a sua moglie, che ha perso tre dita per vincergliela. 
- Interpreti: Steve McQueen (il giocatore), Peter Lorre (Carlos), Neile Adams (la donna).

## L'icona di Elia
- Titolo originale: The Ikon of Elijah
- Diretto da: Paul Almond
- Scritto da: Avram Davidson

### Trama
Il commerciante di antiquariato Carpius visita un monastero per rubare un'icona preziosa. Quando Carpius uccide il monaco che custodisce l'icona, l'abate lo perdona, ma dice che deve rimanere con l'icona per il resto della sua vita, pregando per l'assoluzione.
- Interpreti: Oskar Homolka (Carpius), Sam Jaffe (l'abate).

## La cura
- Titolo originale: The Cure
- Diretto da: Herschel Daugherty
- Scritto da: Robert Bloch

### Trama
Un gruppo di cercatori di petrolio si trova nel bel mezzo dell'Amazzonia quando Jeff Jensen, il loro capo, viene attaccato in modo non fatale da sua moglie, Marie. Presumendo che Marie sia impazzita per la febbre tropicale, Jeff fa in modo che il suo amico Mike e il servitore indigeno Luiz portino Marie da uno strizzacervelli. Mike e Marie hanno una relazione e tentano di uccidere Luiz; Luiz uccide Mike e segue alla lettera gli ordini di Jeff inviando Marie da un "medico" indigeno che le rimpicciolisce la testa.
- Interpreti: Nehemiah Persoff (Jeff Jensen), Cara Williams (Marie Jensen).

## Regressione
- Titolo originale: Backward, Turn Backward
- Diretto da: Stuart Rosenberg
- Scritto da: Charles Beaumont

### Trama
Lo sceriffo Andy Willets indaga sull'omicidio di un uomo ucciso con una chiave inglese. Il sospettato è Phil Canby, che aveva avuto una relazione con Sue, la figlia della vittima. L'alibi di Canby è che stava facendo da babysitter a suo nipote, ma una vicina insiste di aver sentito un pianto isterico al momento dell'omicidio. Quando Canby viene arrestato, Sue ha un attacco maniacale e inizia a piangere, rivelando che è stata lei a uccidere suo padre.
- Interpreti: Tom Tully (Phil Canby), Alan Baxter (Andy Willetts).

## Un tipo tranquillo
- Titolo originale: Not the Running Type
- Diretto da: Arthur Hiller
- Scritto da: Henry Slesar (storia) e Jerry Sohl (sceneggiatura)

### Trama
Il mite Milton Potter ruba 200.000 dollari dal suo posto di lavoro e si arrende alla polizia. Dopo diversi anni di prigione, Potter viene rilasciato e restituisce i soldi alla polizia, ponendo fine alla sua libertà vigilata. Tuttavia, Potter ha guadagnato 150.000 dollari investendo il denaro rubato e utilizza i profitti per viaggiare per il mondo nel lusso.
- Interpreti: Paul Hartman (Milton Potter), Robert Bray (capitano Ernest Fisher).

## Il giorno del destino
- Titolo originale: The Day of the Bullet
- Diretto da: Norman Lloyd
- Scritto da: Bill S. Ballinger e Stanley Ellin

### Trama
I giovani migliori amici Iggy e Clete assistono al pestaggio di un uomo spaventato da parte del signor Rose, un mafioso. Iggy insiste nel denunciare l'accaduto alla polizia, ma ha il cuore spezzato quando la polizia si rifiuta di prenderlo sul serio e suo padre è troppo spaventato per difenderlo. Trentacinque anni dopo, Iggy è diventato lui stesso un mafioso e Clete vede un articolo di giornale sulla sua morte per arma da fuoco.
- Interpreti: John Graven (Clete Vine), Barry Gordon (Ignace 'Iggy' Kovacs).

## Autostop
- Titolo originale: Hitch Hike
- Diretto da: Paul Henreid
- Scritto da: Ed Lacy (sceneggiatura) e Bernard C. Schoenfeld (soggetto)

### Trama
Charles Underhill e sua nipote Anne danno un passaggio all'autostoppista Len. Underhill scopre che Len è un giovane delinquente e, temendo che Len gli faccia del male, accelera per attirare l'attenzione di un agente di polizia. Len si rivela disarmato mentre Underhill riceve una multa. Underhill è angosciato per aver distrutto la sua fedina penale, ma Len ruba il libretto dell'ufficiale, salvandolo.
- Interpreti: John McIntire (Charles Underhill), Robert Morse (Len), Suzanne Pleshette (Anne Underhill).

## Oltre la soglia
- Titolo originale: Across the Threshold
- Diretto da: Arthur Hiller
- Scritto da: Charlotte Armstrong e L.B. Gordon

### Trama
Una triste vedova che pensa sia giusto ricongiungersi con l'amato marito chiede al figlio di aiutarla. Si fa servire una medicina letale. E decide di avvelenare anche il figlio convinta che la famiglia si debba riunire velocemente nella vita ultraterrena.
- Interpreti: Barbara Baxley (Irma Coulette), George Grizzard (Hubert).

## Il testamento
- Titolo originale: Craig's Will
- Diretto da: Gene Reynolds
- Scritto da: Valerie Dyke e Albert E. Lewin

### Trama
Thomas Craig è deluso quando il suo defunto zio lascia la sua fortuna al suo cane Casper. La ragazza di Thomas, Judy, cerca di far uccidere Casper, ma fallisce ripetutamente. Judy conclude che l'unico modo per ottenere la fortuna di Craig è sposare Casper stesso.
- Interpreti: Dick Van Dyke (Thomas Craig), Stella Stevens (Judy).

## Madame Mystery
- Titolo originale: Madame Mystery
- Diretto da: John Brahm
- Scritto da: Robert Bloch

### Trama
Quando l'anziana star del cinema Betsy Blake muore in un incidente in barca, il giovane PR di Hollywood Jimmy Dolan sfrutta la morte della donna per creare una massiccia campagna pubblicitaria e far avanzare la propria carriera. Tre mesi dopo Betsy ritorna, viva e pronta ad approfittare della sua nuova fama, ma Jimmy, sconvolto e timoroso di perdere il proprio successo, la uccide. Viene quindi rivelato che Betsy era la madre di Jimmy.
- Interpreti: Audrey Totter (Betsy Blake), Joby Baker (Jimmy Dolan).

## Gli angeli custodi
- Titolo originale: The Little Man Who Was There
- Diretto da: George Stevens Jr.
- Scritto da: Gordon Russell e Larry Ward

### Trama
I nuovi arrivati Jamie e Ben McMahon hanno civilizzato una comunità indisciplinata e si sono guadagnati il rispetto di tutti. Una notte un piccolo uomo misterioso mostra poteri apparentemente demoniaci, sconfigge i fratelli McMahon e prende i soldi di tutti. Tuttavia, è stata una truffa, eseguita di comune accordo dall'uomo e dai fratelli.
- Interpreti: Norman Lloyd (il piccolo uomo), Read Morgan (Ben McMahon), Arch Johnson (Jamie McMahon).

## Il plagio
- Titolo originale: Mother, May I Go Out to Swim?
- Diretto da: Herschel Daugherty
- Scritto da: James P. Cavanagh e Q. Patrick

### Trama
John ha una relazione innaturalmente stretta con sua madre, Claire, che preoccupa la nuova amante di John, Lottie. Lottie suggerisce di portare Claire nel loro posto preferito vicino a una cascata; John lo interpreta come il suggerimento di Lottie di uccidere Claire, ma alla fine è John che spinge Lottie giù dalla scogliera.
- Interpreti: Gia Scala (Lottie Rank), William Shatner (John Crane), Jessie Royce Landis (Claire Crane).

## L'orologio a cucù
- Titolo originale: The Cuckoo Clock
- Diretto da: John Brahm
- Scritto da: Robert Bloch

### Trama
La signora Blythe va a trascorrere un weekend nella sua casa di vacanza, dove un anno prima era morto suo marito. In città scopre che un paziente è fuggito dal manicomio locale. Una volta arrivata a casa, incontra Madeleine che le dice di aver visto un uomo pericoloso nelle vicinanze. Madeleine, ovviamente sconvolta, vuole andare via subito, ma la signora Blythe la implora di rimanere. Lei accetta, ma poco dopo un uomo bussa alla porta per parlare del paziente in fuga e la signora Blythe apre la porta. Tuttavia, l'uomo è il vero paziente.
- Interpreti: Beatrice Straight (Ida Blythe), Fay Spain (Madeleine Hall).

## La volta buona
- Titolo originale: Forty Detectives Later
- Diretto da: Arthur Hiller
- Scritto da: Henry Slesar

### Trama
L'investigatore privato William Tyre viene assunto da Munro Dean per attirare un uomo di nome Otto in una stanza d'albergo, in modo che Dean possa incontrarlo. Dean crede che Otto abbia ucciso sua moglie e vuole vendicarsi. Tyre fa il suo lavoro, ma cambia idea e va nella stanza proprio mentre Dean e Otto si stanno sparando a vicenda. In fin di vita, Otto ammette a Tyre di aver ucciso la moglie di Dean, ma che è stato assunto da Dean per farlo.
- Interpreti: James Franciscus (William Tyre), Jack Weston (Otto), George Mitchell (Munro Dean).

## L'eroe
- Titolo originale: The Hero
- Diretto da: John Brahm
- Scritto da: Bill S. Ballinger e Henry De Vere Stacpoole

### Trama
Mentre si trova su una nave da crociera, Sir Richard Musgrave vede un ex socio in affari, Jan Vander Klaue, che Richard pensava di aver ucciso anni fa, ma che ora vive con una nuova identità. Quando Richard scopre di aver causato la morte della moglie di Jan, decide di saltare fuori bordo. Apparentemente Jan cerca di salvare Richard, ma in realtà lo annega, anche se in seguito viene celebrato come un eroe per il suo "tentativo".
- Interpreti: Oskar Homolka (Jan Vander Klaue), Irene Tedrow (Richard Musgrave).

## Insonnia
- Titolo originale: Insomnia
- Diretto da: John Brahm
- Scritto da: Henry Slesar

### Trama
Charles Cavender soffre di una insonnia terribile che negli ultimi mesi gli ha fatto perdere diversi posti di lavoro. Per trovare una soluzione, si reca da uno psichiatra e racconta un sogno ricorrente su sua moglie, morta nel corso di un incendio. Suo cognato, Jack Fletcher, lo accusa per la morte di sua sorella. Cavender è convinto che ci sia una relazione tra tali accuse e la sua insonnia, pertanto decide di fargli visita. Charles affronta Jack nel suo appartamento e, dopo una colluttazione, uccide Jack. Quella notte Charles dorme tranquillo e non si sveglia quando la sua stufa prende fuoco e brucia il suo condominio.
- Interpreti: Dennis Weaver (Charles Cavender), Al Hodge (signor Turney), John S. Ragin (Jack Fletcher).

## Piccolo Dandy
- Titolo originale: I Can Take Care of Myself
- Diretto da: Alan Crosland Jr.
- Scritto da: Thomas Grant e Fred McMorrow

### Trama
Bert Haber è un pianista in un club e amico della cantante Georgia. Quando il gangster "Piccolo Dandy" Dorf molesta Georgia, lei gli versa un drink in testa, umiliandolo. Il giorno successivo un detective informa Bert che Georgia è stata uccisa e lo interroga, scoprendo che Bert ne sa abbastanza per far arrestare Piccolo Dandy. Tuttavia, il "detective" è uno degli scagnozzi di Piccolo Dandy e porta via Bert.
- Interpreti: Frankie Darro (Piccolo Dandy Dorf), Myron McCormick (Bert Haber), Linda Lawson (Georgia).

## Un colpo di fortuna
- Titolo originale: One Grave Too Many
- Diretto da: Arthur Hiller
- Scritto da: Eli Jerome e Henry Slesar

### Trama
Irene e Joe Helmer sono in gravi difficoltà finanziarie. Una notte Joe Helmer vede un uomo svenuto per strada. Il polso non dà segni di vita, in compenso il suo portafogli è pieno di bigliettoni. Joe prende il portafoglio dell'uomo e scappa. Più tardi Joe trova una carta nel portafoglio dell'uomo in cui si afferma che l'uomo soffre di una malattia catalettica che causa la morte apparente. Joe va alla polizia per confessare e salvare l'uomo, solo per scoprire che il morto è un borseggiatore e che il portafoglio è stato rubato a qualcun altro.
- Interpreti: Jeremy Slate (Joe Helmer), Neile Adams (Irene Helmer).

## Duplex
- Titolo originale: Party Line
- Diretto da: Hilton A. Green
- Scritto da: Eli Jerome e Henry Slesar

### Trama
A Helen Parch piace abusare del duplex. Un giorno viene avvertita dall'agente di polizia Atkins che un uomo di nome Heywood Miller è scappato di prigione e potrebbe recarsi da lei. Anni fa, Helen si rifiutò di lasciare che Heywood usasse il duplex per chiamare il dottore, il che portò alla morte della moglie di Miller. Quella notte Heywood irrompe nella casa di Helen e quando lei cerca di chiamare l'ufficio dello sceriffo, il duplex è occupato.
- Interpreti: Judy Canova (Helen Parch), Arch Johnson (Heywood Miller).

## Cella 227
- Titolo originale: Cell 227
- Diretto da: Paul Henreid
- Scritto da: Bill S. Ballinger e Bryce Walton

### Trama
Herbert Morrison è nel braccio della morte per omicidio e vuole morire con dignità, rifiutando il tentativo del suo avvocato di sospendere l'esecuzione. Quando Herbert viene portato nella camera a gas, uccide una guardia e viene portato via. Successivamente il direttore dice a Herbert che il suo avvocato ha ottenuto una sospensione e ha trovato un testimone per riabilitare il suo nome, ma poiché Herbert ha ucciso la guardia, non sarà mai graziato.
- Interpreti: Brian Keith (Herbert Morrison), James Best (la guardia).

## Il metodo Schartz
- Titolo originale: The Schartz-Metterklume Method
- Diretto da: Richard Dunlap
- Scritto da: Marian B. Cockrell e Hector Hugh Munro

### Trama
La signora Wellington va a prendere la nuova governante Hope dalla stazione dei treni e viene subito sconvolta dalla schiettezza della signorina Hope. Nei giorni successivi la signorina Hope insegna con entusiasmo ai bambini di Wellington, ma il signor e la signora Wellington sono sconvolti dai suoi metodi non ortodossi e la licenziano. La signorina Hope se ne va comunque di buon umore, perché in realtà è la ricca aristocratica Lady Charlotte; La signora Wellington l'ha scambiata per la signorina Hope e Charlotte ha apprezzato la distrazione.
- Interpreti: Hermione Gingold (signorina Hope), Elspeth March (signora Wellington).

## Lettera di credito
- Titolo originale: Letter of Credit
- Diretto da: Paul Henreid
- Scritto da: Helen Nielsen

### Trama
Henry Taylor visita una banca per interrogare il suo direttore, William Spengler. Tre anni fa un impiegato bancario, Arnold Mathias, è stato condannato per aver rubato una grossa somma di denaro dalla banca, e Arnold è recentemente morto in un tentativo di evasione dalla prigione, anche se il suo compagno di cella ce l'ha fatta. Henry interroga William in modo aggressivo, credendo che Arnold sia stato incastrato e che William abbia rubato i soldi. William, credendo che Henry sia il compagno di cella fuggito di Arnold, cerca di fare un patto con lui, ma Henry è in realtà l'ufficiale di polizia che ha ucciso Arnold e sta cercando di fare ammenda arrestando il vero colpevole.
- Interpreti: Bob Sweeney (William Spengler), Robert Bray (Henry Taylor).

## Fuga da Sonoita
- Titolo originale: Escape to Sonoita
- Diretto da: Stuart Rosenberg
- Scritto da: Bill S. Ballinger e James A. Howard

### Trama
Quando la loro auto si guasta nel deserto, i criminali Marsh e Lemon rubano un'autobotte ad Andy e Bill Davis, ignari che Andy e Bill sanno come sopravvivere nel deserto. Il giorno successivo la polizia trova l'autobotte, anch'essa in panne, insieme ai corpi di Marsh e Lemon. I rapitori si sono rivoltati l'uno contro l'altro quando la loro acqua è finita, non rendendosi conto che l'autobotte dei Davis stava trasportando proprio acqua.
- Interpreti: Burt Reynolds (Bill Davis), Murray Hamilton (Marsh), Venetia Stevenson (Stephanie Thomas), Harry Dean Stanton (Lemon).

## Preso all'amo
- Titolo originale: Hooked
- Diretto da: Norman Lloyd
- Scritto da: Thomas Grant e Robert Turner

### Trama
Ray è sposato con una donna anziana, Gladys, ma ha relazioni sentimentali con donne più giovani. L'ultimo amore di Ray è Nyla Foster, che resiste alle sue attenzioni e lo ispira ad uccidere Gladys in modo che possano stare insieme. Un giorno Ray porta Gladys a pescare, sperando di annegarla, ma Gladys lo mette fuori combattimento prima e lo getta in mare. È stato tutto pianificato da Gladys, Nyla e suo padre, perché Gladys e il signor Foster sono amanti.
- Interpreti: Anne Francis (Nyla Foster), Robert Horton (Ray Marchand), Vivienne Segal (Gladys Marchand).